# Мааша, Куссе
Куссе Бен Мааша (араб. قصي معشة‎; 21 мая 2007, Тунис) — тунисский футболист, полузащитник тунисского «Эсперанса».

## Клубная карьера
Мааша прошёл обучение в молодёжной академии «Эсперанса» и в 2024 году был переведён в основную команду. 9 ноября 2024 года он дебютировал за клуб в победном (2:1) матче чемпионата Туниса против «Габеса».

## Карьера в сборной
Мааша представлял Тунис на уровне сборных до 17 и до 20 лет. В ноябре 2023 года он помог молодёжной сборной Туниса выиграть Турнир УНАФ среди молодёжных команд.